# 神刀流星拳
《神刀流星拳》，是1977年上映的一部电影，由李作楠执导、王信义编剧，该作主要讲的是一个人在执行杀手任务的时候，意外得知了其他許多事情的故事。

## 電影內容
十多年前，有三个盗贼盗取玉佛，并杀掉了拥有玉佛的家庭的大部分人，不过他们这几个人并没有想到的是，这俩人中只有一个小女孩活了下来，并在之后想通过寻找玉佛的方式来找出杀死他们家的凶手。
而后又过了十多年，这个女子通过雇佣刺客等方式终于找到了凶手，并在之后与其他人一起将仇人们击杀。

## 演员
- 山茅
- 孟飞
- 梁家仁
- 戚冠军
- 胡锦[5]
- 陈慧楼
- 王冠雄

## 備註
1. ↑  梁良. . 1984年.
2. ↑  . 1980年.
3. ↑  司马芬. . 1983年.
4. ↑  . 2007年.
5. ↑  . 1977年.

## 外部連結
- 豆瓣电影上《神刀流星拳》的資料 （简体中文）
- 香港影庫上《神刀流星拳》的資料（繁體中文）
- 互联网电影数据库（IMDb）上《神刀流星拳》的资料（英文）
- 观看地址 （页面存档备份，存于）